# Nataša Kovačević
Nataša Kovačević (ur. 20 maja 1994 w Belgradzie) – serbska koszykarka występująca na pozycji niskiej skrzydłowej. Reprezentantka kraju w różnych kategoriach wiekowych. Brązowa medalistka mistrzostw Europy do lat 18 z 2012 roku. Dwukrotna brązowa medalistka ligi serbskiej.
Pierwsza w historii niepełnosprawna koszykarka grająca w profesjonalnym zespole koszykarskim.

## Życiorys

### Przed wypadkiem (do 2013)
Kovačević karierę rozpoczynała od występów w Partizanie Belgrad. Następnie została zawodniczką klubu KK Voždovac Belgrad, w barwach którego w sezonie 2010/2011 zadebiutowała w seniorskiej koszykówce, grając w rozgrywkach Ligi Adriatyckiej. W kolejnym sezonie, ponownie grając w Voždovacu, zadebiutowała w lidze serbskiej, w której jej drużyna odpadła w półfinale, zdobywając tym samym brązowy medal tych rozgrywek (w sezonie 2011/2012 nie rozgrywano meczów o 3. miejsce). Do końca grudnia 2012 roku reprezentowała nadal Voždovac Belgrad, z którym grała w Lidze Adriatyckiej, a od stycznia 2013 roku została zawodniczką klubu KK Crvena zvezda Belgrad. Wraz z tą drużyną ponownie odpadła w półfinale ligi serbskiej. W sezonie 2012/2013 rozegrano jednak dwumecz o 3. miejsce, w którym Crvena zvezda pokonała Vojvodinę Nowy Sad 190:187, zdobywając tym samym brązowy medal rozgrywek o mistrzostwo Serbii kobiet. W czerwcu 2013 roku podpisała kontrakt z węgierskim UNI Győr.
Kovačević w swojej karierze reprezentowała Serbię w kilku juniorskich kategoriach wiekowych: U-16, U-18, U-19 i U-20. Z kadrą do lat 16 trzykrotnie (2008, 2009 i 2010) brała udział w mistrzostwach Europy w tej kategorii wiekowej. Z reprezentacją do lat 18 na zawodach tej rangi wystąpiła dwukrotnie (2011 i 2012), w drugim przypadku zdobywając brązowy medal. W kadrze do lat 19 wzięła udział w rozegranych w 2013 roku mistrzostwach świata do lat 19. W tym samym roku, podobnie jak w poprzednim, wzięła także udział w mistrzostwach Europy do lat 20.

### Wypadek i dalsze życie (od 2013)
7 września 2013 roku, jadąc wspólnie z zespołem UNI Győr na mecz z drużyną UNIQA Euroleasing Sopron, uczestniczyła w wypadku drogowym, w którym zginął trener drużyny z Győru Ákos Füzy i generalny menedżer tego klubu Péter Tapodi. W wyniku doznanych urazów Kovačević amputowano lewą nogę poniżej kolana.
W listopadzie 2013 Serbski Komitet Olimpijski przyznał jej nagrodę „150 Years, Pierre de Coubertin, Sport as a School of Life” za „odwagę, determinację i optymizm w pokonywaniu życiowych przeciwności”. W lutym 2014 FIBA Europa mianowała ją ambasadorem młodych ludzi. W marcu tego samego roku Kovačević założyła fundację swego imienia, mającą pomagać młodym sportowcom. W czerwcu 2015 roku wystąpiła w rozgrywanym z okazji Mistrzostw Europy w Koszykówce Kobiet 2015 Meczu Legend FIBA Europa, który współorganizowała fundacja Kovačević.
Po leczeniu i rehabilitacji, na początku listopada 2015 roku podpisała kontrakt z klubem KK Crvena zvezda Belgrad i została zgłoszona do rozgrywek ligowych. Grę z pełnosprawnymi koszykarkami umożliwia jej specjalnie skonstruowana proteza. Kovačević stała się pierwszą niepełnosprawną koszykarką w historii, która została pełnoprawną zawodniczką profesjonalnego klubu w tej dyscyplinie sportu.